# Яремский, Филипп Акимович
Филипп Акимович Яремский (Яремской; ок. 1729, д. Саблё, Новгородская губерния — ?) — преподаватель русского и латинского языков философского факультета Императорского Московского университета.

## Биография
«Попов сын … Филипп Яремский» окончил Новгородскую духовную семинарию (1748), и в 1749 году был отправлен в Петербург в числе десяти учеников, выбранных В. К. Тредиаковским для пополнения Академического университета. Занимался у Тредиаковского (по красноречию) и Крузиуса (по римской истории), слушал лекции по стихотворству М. В. Ломоносова. Окончил Академический университет в 1753 году, став одним из девяти первых выпускников, окончивших его полный курс, и одним из четырёх первых магистров философии, получивших эту степень в России.
Преподаватель русского и латинского языков философского факультета (1755—1757). С 1759 года — корректор университетской типографии. Ему принадлежит перевод на латинский язык «Слова о пользе химии» Ломоносова.
По информации Половцева умер во время царствования Екатерины II